# Book of the Month Club
The Book of the Month Club (stiftet 1926) er en amerikansk bogklub. Bertelsmann blev i 2007 eneejere.
| Firma | Spire Denne artikel om et firma eller en virksomhed i USA er en spire som bør udbygges. Du er velkommen til at hjælpe Wikipedia ved at udvide den. |